# Skate Canada International de 1997
O Skate Canada International de 1997 foi a vigésima quarta edição do Skate Canada International, um evento anual de patinação artística no gelo organizado pelo Skate Canada, e que fez parte do Champions Series de 1997–98. A competição foi disputada entre os dias 6 de novembro e 9 de novembro, na cidade de Halifax, Nova Escócia, Canadá.

## Eventos
- Individual masculino
- Individual feminino
- Duplas
- Dança no gelo

## Medalhistas
| Evento                        | Ouro                                      | Prata                                               | Bronze                                     |
| Individual masculino detalhes | Elvis Stojko · Canadá                     | Ilia Kulik · Rússia                                 | Michael Tyllessen · Dinamarca              |
| Individual feminino detalhes  | Michelle Kwan · Estados Unidos            | Maria Butyrskaya · Rússia                           | Surya Bonaly · França                      |
| Duplas detalhes               | Oksana Kazakova · Artur Dmitriev · Rússia | Marina Khaltourina · Andrei Krioukov · Cazaquistão  | Sarah Abitbol · Stéphane Bernadis · França |
| Dança no gelo detalhes        | Shae-Lynn Bourne · Victor Kraatz · Canadá | Elizabeth Punsalan · Jerod Swallow · Estados Unidos | Irina Lobacheva · Ilia Averbukh · Rússia   |

## Resultados

### Individual masculino
| Pos.              | Nome              | Nacionalidade  | Pontos | PC | PL |
| ----------------- | ----------------- | -------------- | ------ | -- | -- |
| Medalha de ouro   | Elvis Stojko      | Canadá         | 1.5    | 1  | 1  |
| Medalha de prata  | Ilia Kulik        | Rússia         | 3.0    | 2  | 2  |
| Medalha de bronze | Michael Tyllessen | Dinamarca      | 4.5    | 3  | 3  |
| 4                 | Yamato Tamura     | Japão          | 7.0    | 4  | 5  |
| 5                 | Laurent Tobel     | França         | 9.0    | 10 | 4  |
| 6                 | Cornel Gheorghe   | Romênia        | 10.0   | 8  | 6  |
| 7                 | Daniel Hollander  | Estados Unidos | 10.0   | 6  | 7  |
| 8                 | Jeffery Langdon   | Canadá         | 10.5   | 5  | 8  |
| 9                 | Neil Wilson       | Reino Unido    | 12.5   | 7  | 9  |
| 10                | Ravi Walia        | Canadá         | 14.5   | 9  | 10 |
| 11                | Sven Meyer        | Alemanha       | 17.0   | 12 | 11 |
| 12                | Markus Leminen    | Finlândia      | 17.5   | 11 | 12 |

### Individual feminino
| Pos.              | Nome                | Nacionalidade  | Pontos | PC | PL |
| ----------------- | ------------------- | -------------- | ------ | -- | -- |
| Medalha de ouro   | Michelle Kwan       | Estados Unidos | 1.5    | 1  | 1  |
| Medalha de prata  | Maria Butyrskaya    | Rússia         | 3.0    | 2  | 2  |
| Medalha de bronze | Surya Bonaly        | França         | 4.5    | 3  | 3  |
| 4                 | Szusanna Szwed      | Polônia        | 6.0    | 4  | 4  |
| 5                 | Nicole Bobek        | Estados Unidos | 9.0    | 6  | 6  |
| 6                 | Olga Markova        | Rússia         | 9.5    | 5  | 7  |
| 7                 | Vanessa Gusmeroli   | França         | 10.5   | 11 | 5  |
| 8                 | Julia Lautowa       | Áustria        | 12.0   | 8  | 8  |
| 9                 | Rena Inoue          | Japão          | 12.5   | 7  | 9  |
| 10                | Alisa Drei          | Finlândia      | 14.5   | 9  | 10 |
| 11                | Brandi-Lee Rousseau | Canadá         | 17.0   | 12 | 11 |
| 12                | Keyla Ohs           | Canadá         | 17.0   | 10 | 12 |

### Duplas
| Pos.              | Nome                                      | Nacionalidade  | Pontos | PC | PL |
| ----------------- | ----------------------------------------- | -------------- | ------ | -- | -- |
| Medalha de ouro   | Oksana Kazakova / Artur Dmitriev          | Rússia         | 1.5    | 1  | 1  |
| Medalha de prata  | Marina Khaltourina / Andrei Krioukov      | Cazaquistão    | 3.5    | 3  | 2  |
| Medalha de bronze | Sarah Abitbol / Stéphane Bernadis         | França         | 4.0    | 4  | 2  |
| 4                 | Dorota Zagórska / Mariusz Siudek          | Polônia        | 6.5    | 5  | 4  |
| 5                 | Kristy Sargeant / Kris Wirtz              | Canadá         | 7.0    | 2  | 6  |
| 6                 | Michelle Menzies / Jean-Michel Bombardier | Canadá         | 8.0    | 6  | 5  |
| 7                 | Shelby Lyons / Brian Wells                | Estados Unidos | 10.5   | 7  | 7  |
| 8                 | Danielle McGrath / Stephen Carr           | Austrália      | 12.0   | 8  | 8  |
| 9                 | Samantha Marchant / Chad Hawse            | Canadá         | 13.5   | 9  | 9  |
| 10                | Lesley Rogers / Michael Aldred            | Reino Unido    | 15.0   | 10 | 10 |

### Dança no gelo
| Pos.              | Nome                                      | Nacionalidade  | Pontos | DC | DO | DL |
| ----------------- | ----------------------------------------- | -------------- | ------ | -- | -- | -- |
| Medalha de ouro   | Shae-Lynn Bourne / Victor Kraatz          | Canadá         | 2.0    | 1  | 1  | 1  |
| Medalha de prata  | Elizabeth Punsalan / Jerod Swallow        | Estados Unidos | 4.4    | 3  | 2  | 2  |
| Medalha de bronze | Irina Lobacheva / Ilia Averbukh           | Rússia         | 5.6    | 2  | 3  | 3  |
| 4                 | Margarita Drobiazko / Povilas Vanagas     | Lituânia       | 8.0    | 4  | 4  | 4  |
| 5                 | Chantal Lefebvre / Michel Brunet          | Canadá         | 11.0   | 6  | 6  | 5  |
| 6                 | Elizaveta Stekolnikova / Dmitri Kazarlyga | Cazaquistão    | 12.0   | 5  | 5  | 7  |
| 7                 | Dominique Deniaud / Martial Jaffredo      | França         | 13.0   | 7  | 7  | 6  |
| 8                 | Albena Denkova / Maxim Staviyski          | Bulgária       | 17.0   | 8  | 8  | 8  |
| 9                 | Naomi Lang / Peter Tchernyshev            | Estados Unidos | 19.0   | 9  | 9  | 10 |
| 10                | Nozomi Watanabe / Akiyuki Kido            | Japão          | 20.0   | 11 | 11 | 9  |
| WD                | Angelika Führing / Bruno Ellinger         | Áustria        | —      | 10 | 10 | WD |

## Quadro de medalhas
| Ordem | País           | Medalha de ouro | Medalha de prata | Medalha de bronze |    | Ordem por total |
| ----- | -------------- | --------------- | ---------------- | ----------------- | -- | --------------- |
| 1     | Canadá         | 2               |                  |                   | 2  | 2               |
| 2     | Rússia         | 1               | 2                | 1                 | 4  | 1               |
| 3     | Estados Unidos | 1               | 1                |                   | 2  | 2               |
| 4     | Cazaquistão    |                 | 1                |                   | 1  | 5               |
| 5     | França         |                 |                  | 2                 | 2  | 2               |
| 6     | Dinamarca      |                 |                  | 1                 | 1  | 5               |
| TOTAL | TOTAL          | 4               | 4                | 4                 | 12 | —               |